# Gewebebank
Eine Gewebebank ist eine Aufbewahrungsstätte für menschliche oder tierische Gewebe für diagnostische, therapeutische und wissenschaftliche Zwecke.
Das entsprechende Gewebe kann sowohl durch eine Biopsie als auch durch einen Abstrich gewonnen werden.